# Mikkel Boe Følsgaard
Mikkel Boe Følsgaard, född den 1 maj 1984 i Rønne, är en dansk skådespelare, mest känd för sin roll i filmen A Royal Affair. 
Trots att Følsgaard inte var färdig med sin utbildning vid Statens Teaterskole, vann han 2012 en silverbjörn vid filmfestivalen i Berlin för sin roll som Kristian VII i "A Royal Affair". Vid samma festival var han även en av dem som tilldelades Shooting Stars Award. År 2013 vann han en Robert för bästa manliga biroll i samma film.

## Filmografi
- 2011 – Den som dräper (TV-serie) (ett avsnitt)
- 2012 – A Royal Affair
- 2014 – Arvingarna (TV-serie)
- 2015 – Under sanden
- 2016 – Den allvarsamma leken
- 2016 – Walk with Me
- 2018 – The Rain (TV-serie)
- 2021 – Kastanjemannen (TV-serie)
- 2024 – Stockholm Bloodbath
- 2024 – Den svenska torpeden